# Ушанська сільська рада
Ушанська сільська рада (біл. Ушанскі сельсавет) — адміністративно-територіальна одиниця в складі Березинського району розташована в Мінській області Білорусі. Адміністративний центр — Уша.
Ушанська сільська рада розташована на межі центральної Білорусі, в східній частині Мінської області орієнтовне розташування — супутникові знімки, північніше районного центру Березино.
До складу сільради входять 22 населені пункти:
- Білиця • Біличани • Березівка • Боровина • Гряди • Демешківка • Замок • Кленівка • Калюжиця • Котове • Крупа • Любач • Ляжино • Мурава • Нова Князівка • Нова Мощениця • Осове • Селянка • Снуя • Стара Князівка • Стара Мощениця • Уша.